# Ведантадешика
Ведантадешика (Vedantadesika, Sri Vedanta Desikan, Swami Desika, Swami Vedanta Desika, Thoopul Nigamaantha Desikan, «учитель веданты») (1268—1369), известный также как Венкатанатха (Venkatanatha) или Ведантачарья (Vedantacarya) — второй по значимости после Рамануджи представитель вишишта-адвайты, возглавивший северную школу вишишта-адвайты, получившую название «вадагалаи».
Главная заслуга, за что почитают Ведантадешику, состоит в разъяснении вайшнавской теологии, её ритуалов и практик, прежде всего, концепции вишишта-адвайты, содержащейся в трудах его предшественников, первых учителей вайшнавизма. Ему приписывается свыше ста сочинений, большинство из которых признано выдающимися. Ведантадешика считается крупной фигурой в истории индийской философии. Он сочинял по широкому кругу вопросов и в самых разных жанрах. Вишишта-адвайта была сформулирована Ведантадешикой как сочетание преданности альваров, ритуалов Панчаратры, традиций индийской философии, культивировавшихся Ямуначарьей и Натхамуни, веданты Рамануджи. В отличие от многих других учителей, Ведантадешика смог передать свои идеи в поэтическом стиле. Его стихи отражают то, что письменные труды Ведантадешики объясняют философским языком.

## Биография
О жизни Ведантадешики известно по его автобиографическим зарисовкам в собственных сочинениях, в частности, «Санкальпа-сурьйодая» (Sankalpa Suryodayam), аллегорической драме на санскрите.

### Молодость
Ведантадешика родился в Южной Индии в деревне Тхупул (Thoopul, Thiruthanka, округ Канчипурам) в семье вайшавских брахманов. Его отец, Ананта Сури, был сыном Пундарики Яджва и внуком Ананты Сомаяджи, одного из 74 преемников, назначенных Рамануджей перед своим уходом из жизни. Мать звали Тотарамма, она была правнучкой Кидамби Аччана, одного из учеников Рамануджи. Родители назвали сына Венкатанатхой, в честь Господа Венкатешвары.

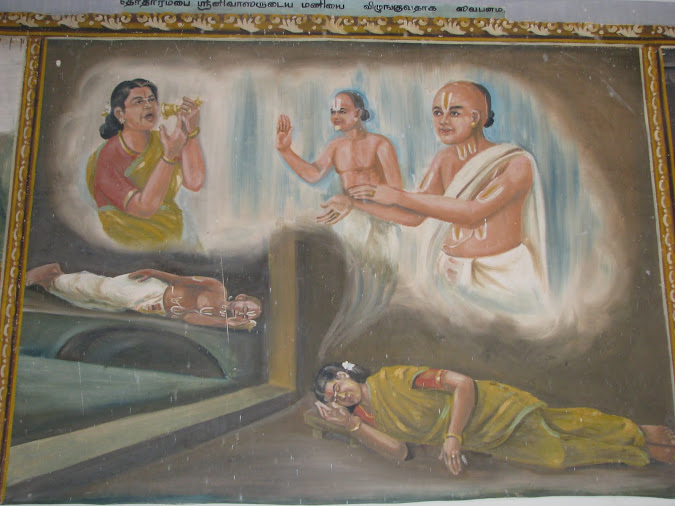
Легенда о рождении Ведантадешики: мать глотает золотой колокольчик

Легенда гласит, что родители Ведантадешики отправились в паломничество в Тирумала, чтобы молить о рождении сына. Обоим родителям приснился сон, что Тотарамма проглотила золотой колокольчик. По преданию, когда пуджари открыл алтарь Венкатешвары, он обнаружил пропажу маленького колокольчика, в который звонили всякий раз во время ритуала. Господь явился настоятелю храма и велел с тех пор использовать большой колокол.
Ведантадешика получил традиционное религиозное образование под руководством дяди по матери, известного деятеля вишишта-адвайты Атреи Рамануджи (1221—1295). Молодость Ведантадешика провел в родном городе Канчипурам. В 21 год он женился на девушке по имени Тирумангаи (Канакавалли).
В Канчипураме Ведантадешика написал несколько философских работ, ставших впоследствии известных. После завершения обучения Ведантадешика по просьбе учителя перебрался на некоторое время жить в Тируваиндрапур (ныне Терувандиперам, возле Куддалора). На новом месте он писал стихи и гимны. Авторство одного из произведений, «Ачьюта-ашатакам» (Achyuta Satakam, образец воспроизведения), гимна в честь Господа Тируваиндрапурама, принесло ему титул «лев среди поэтов и философов». После Тируваиндрапура Ведантадешика вернулся в Канчипурам. По дороге он посетил святое место Тирукковалур, где написал поэму на «Дехалиша-стути» (Dehaleesa Stuti).
Предание гласит, что Ведантадешика жил очень бедно и каждый день ходил собирать подаяние. Это подтверждается одной из его поэм, где он говорит, что ни он, ни его отец никогда не были богаты и благодаря этому сохранили возможность общаться с Господом. В возрасте 27 лет Ведантадешика назначается главой местного храма (Канчи-матха), который ранее возглавлял его учитель. Атрея Рамануджа оставил ему мурти Вишну в форме Варадараджи и сандалии Рамануджи. Вместе с женой он совершил паломничество в Тирупати, а также посетил главные религиозные центры северной Индии.

### Шрирангам и изгнание

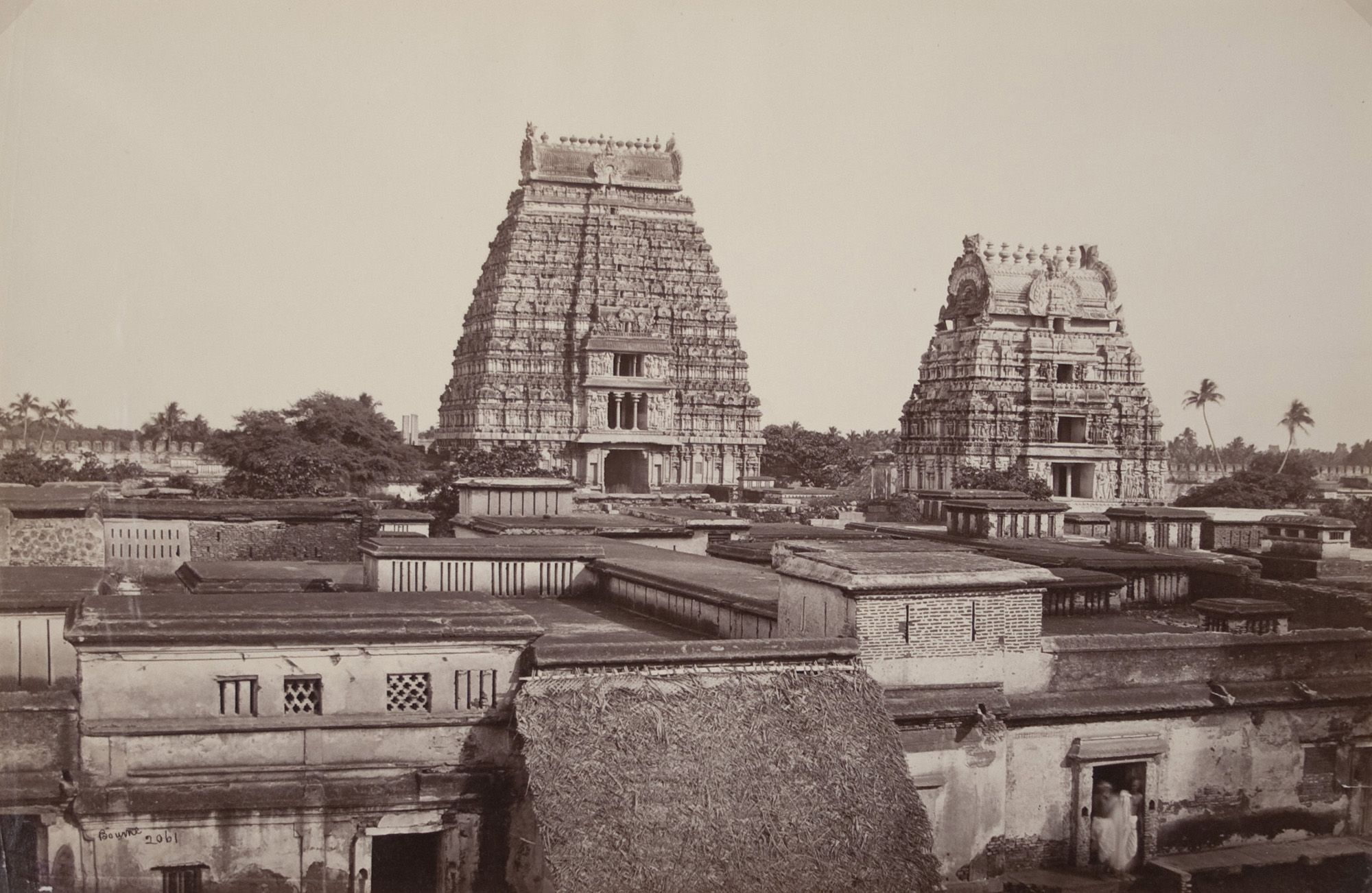
Гопурамы храма Шри Ранганатхи Свами в Шрирангаме, где жил и трудился Ведантадешика, фотография 1869 года

В Шрирангам, духовную столицу шри-вайшнавизме того времени, Ведантадешика был приглашен для защиты учения в религиозных спорах, там же он остался жить. В поэме «Бхагавад-дхьяна-шопанам» (Bhagavad Dhyana Sopanam) Ведантадешика описывает Шрирангам как место, где «искушенные живут в великом довольстве, и умы их полны блаженства». В Шрирангаме процветало сообщество известных вайшнавов, включая учителей Пиллаи Локачарья, Алагия Манавала Перумал Наянар, Наянар Аччан Пиллай. В Шрирангаме Ведантадешика развернул бурную деятельность. Здесь он активно разъяснял духовную практику, толковал наставления предшественников, углубленно изучал их работы и сочинял сам.
Шрирангам располагался на территории Пандья, княжества во главе с правителями из Мадурая. В 1311 году, когда Ведантадешике было 42 года, Шрирангам подвергся нападению армии Малика Кафура, командующего делийского султана Ала ад-дин Мухаммад-шаха I. При захвате города погибло много вайшнавов. Часть из них ушла с утсава-мурти (переносное мурти) Ранганатхи, спасая рукописи и священные принадлежности. Большое неподвижное мурти Ранганатхи вынести было невозможно и под присмотром Ведантадешики его спрятали за вновь выстроенной фальшивой стеной. По преданию Ведантадешика укрылся среди трупов и тем самым смог избежать смерти.
Княжество пало и на его обломках возник Мадурайский султанат. Захватчики разрушали города и, прежде всего, индуистские храмы и святилища. После разгрома Шрирангама и оккупации его мусульманами Ведантадешика вместе с другими вайшнавами ушли сначала в Сатиамангалам (между Майсуром и Коимбатуром), а затем переселились в Мелукоте.
На сорок восьмом году жизни у Ведантадешики родился сын, которого назвали Варадой (Вараданатха Ведантачарья) в честь родового божества. Из Мелукоте Ведантадешика проследовал в Тирупати, а затем совершил паломничество по Северной Индии, занятой мусульманами, посетив Матхуру, Вриндаван, Айодхью и Каши. Во время изгнания под впечатлением от трагедии им была написана «Абхити Става» (Abhiti Stava) или «Молитва об избавлении от страха». Она представляет собой просьбу об изгнании страха и возвращении в обитель Господа. В произведении упомянуты пять видов оружия Господа Вишну, которые тот всегда держит в своих руках для защиты преданных. Ведантадешика упоминает, что во время написания поэмы волосы его поседели.

### Возвращение и последние годы жизни

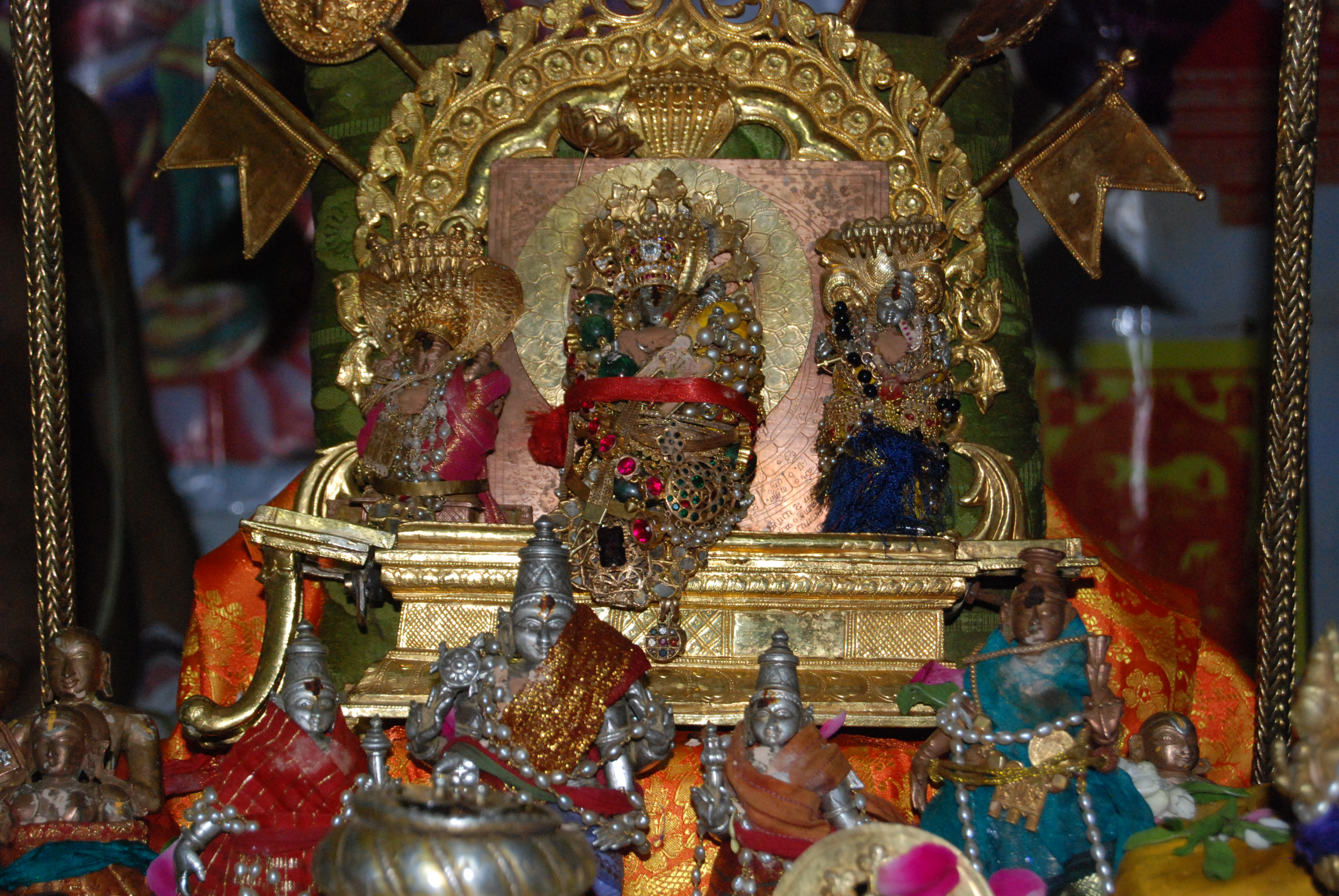
Мурти Лакшми-Хаягривы, установленное Ведантадешикой в вайшнавском монастыре Bramhatantra Swatantra Parakala (Майсур, Карнатака)

В 1360 году Шрирангам был освобожден от мусульман и вошел в состав Виджаянагарской империи. Традиционная индийская религия смогла вернуться, а с ней и Ведантадешика. После гибели старших учителей он оказался среди немногих известных богословов. Тогда же ему было предложено место главы храмового комплекса Шрирангама. Восстанавливая храм, он написал «Рахасья-трая-сару» (Rahasya Traya Saaram), излагающую философию и духовную практику шри-вайшнавизма. Благодаря Ведантадешике в Шрирангаме возобновилось почитание альваров.
В последние годы жизни он не прекращал паломничества. Учитель посетил Виллипуттур, Тируппуллани, Альвар Тирунагари, Тхируванантхапурам и другие места. По преданию Ведантадешика скончался, памятуя о Раманудже и своем учителе, под чтение стихов альваров из Дивья-прабандха и вайшнавских Упанишад. Место, где он жил в Тируваиндрапуре, существует по сей день и называется «Ведантадешика Тирумалигай» (Swamy Desikan Thirumaaligai).
В шри-вайшнавизме считается, что он прожил около ста лет, однако некоторые ученые полагают, что продолжительность жизни первых учителей вишишта-адвайты была продлена, чтобы связать их друг с другом.
Сын Ведантадешики стал известным богословом, прославившись под именем Наинар Ачарья, или Кумара Варадачарья. Ему принадлежит несколько сочинений об отце, благодаря которым известны подробности его биографии. К ним относятся «Дешика Мангала», «Пиллай Антади» и «Дешика Диначарьяи». Его ближайший ученик, ачарья Брахматантра Паракала, основал в Майсуре первый монастырь школы вадагалаи и написал несколько работ, посвященных жизни и философии своего наставника.
В XV — XVI веках благодаря усилиям крупных мыслителей того времени, таких как Махачарья (Доддаячарья), Шри Ниваса, Нарасимха Дева и Аппайя Дикшита, творчество Ведантадешики заняло свое место в религии и литературе Индии. В XVII — XIX веках возникли центры изучения философии и поэзии Ведантадешики в Канчипураме, Шрирангаме, Тирупати и Тирувахиндрапураме. Последователи сочиняли хвалебные песни и поэмы на санскрите и тамильском во славу великого учителя вайшнавизма.

## Вишишта-адвайта Ведантадешики

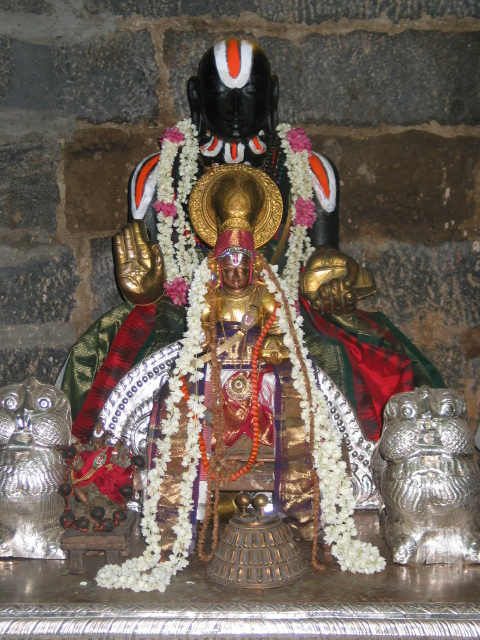
Марти Ведантадешики в вайшавском храме

Индолог Элиза Фрески выделяет четыре направления в философии вишишта-адвайты Ведантадешики, которые встречаются в большей или меньшей степени в работах его предшественников:
- развитие вишишта-адвайты как ведической школы;
- утверждение пурва-мимансы и уттарамимансы (веданты) как единого учения (aikasastrya);
- включение в систему вишишта-адвайты текстов Панчаратры, посвященных культу Вишну;
- включение в систему вишишта-адвайты теологического наследия альваров.

Ведантадешике удалось объединить элементы учения вайшнавизма и взгляды своих учителей в целостную непротиворечивую систему вишишта-адвайты. Современный шри-вайшавизм является результатом его доработки взглядов первых вайшавских учителей.

### Теория субстанции и атрибута: дравья и адравья
В своих работах Ведантадешика предложил классификацию онтологических объектов философии Рамануджи, что позволило закрепить статус вишишта-адвайты как целостной системы. Все объекты реальности он разделяет на две категории: дравья (dravya, субстанция, конкретная вещь, предмет, в том числе незримые) и то, что субстанцией не является, адравья (adravya). Дравья определяется Ведантадешикой как то, что имеет состояния, или как то, что претерпевает изменения. Дравья включает Господа, дживу (душу), джняну (знание), нитья-вибхути (трансцендентальное вещество), время и пракрити (материю). Дравья могут быть материальные (время и материя) и нематериальные (все остальные). Нематериальные дравья могут сами себя осознавать (Господь и душа) или осознаваться только из внешнего мира, то есть со стороны (знание и трансцендентальное вещество). В философии Ведантадешики души хотя и обладают сознанием, зависят от Господа, тогда как сам Господь обладает полной независимостью. К адравья Ведантадешики относит атрибуты или состояния: звук, осязание, цвет, вкус, запах, три гуны, соединение и энергия.
В качестве примера Ведантадешика приводит голубой лотос. При восприятии лотоса мы видим его вместе с его цветом (атрибут). Цвет не может существовать без лотоса отдельно сам по себе: лотос и его цвет обладают неразрывной связью. Таким же образом души связаны с Господом, однако не являются им. Ведантадешика классифицирует Господа и душу как объекты одного порядка, однако душа невозможна без Господа и им не является.

### Теория отношения: душа, тело и сознание
Вишишта-адвайта решает важнейший вопрос веданты: отношение между высшей реальностью (Брахманом) и многообразной Вселенной. Адвайта-веданта полагает, что только Брахман является реальностью, а мир является его проявлением. Вишишта-адвайта допускает реальность Вселенной и её связь с Брахманом. Ведантадешика описывает связь на примере души и тела. Душа обеспечивает существование тела и получение опыта, а также контролирует его в состоянии бодрствования. Воспринимая человека, мы воспринимаем его не как тело, а как душу, обладающую телом. Хотя душа отлична от тела, однако душа не существует отдельно от тела, они различны, но неразрывно связаны и являются одним целым. Господь, будучи отличным от мира и индивидуальных душ, неразрывно связан с ними и в то же время составляет с ними одно целое.

### Теория причины и её следствия: Брахман, карма и дхарма
Ведантадешика критикует понимание Брахмана в адвайте-веданте как абсолютно тождественного душам и тождественность душ друг другу. В таком случае Брахман должен испытывать все то, что испытывает каждая душа. Согласно Ведантадешике, душа не рождена и не сотворена, она вечна и неизменна. В противном случае бессмысленны понятия кармы и моральной ответственности. Добродетель и порок — это всего лишь признаки, которые означают, что Вишну либо доволен действием личности, либо нет.

### Освобождение
Все души находятся в состоянии привязанности, обусловленной кармой. Однако все они постепенно находят возможность освободиться от циклов рождения и смерти. Вишну оказывает милосердие всем, кто заслужил его своими добродетельными действиями и служению Господу. Человека ведет к освобождению его опыт страдания, которое обесценивает чувственное удовольствие от мирской жизни. Полное освобождение может принести только необусловленная любовь к Вишну (бхакти). Ведантадешика использует термин бхакти в смысле медитации, бхакти, которая производит знание. Бхакти как непрекращающаяся медитация должна непрерывно практиковаться.
Состояние освобождения Ведантадешика описывает как состояние совершенного блаженства, всемогущества и истинного видения. Достижение полного и окончательного освобождения в этой жизни (дживанмукта), по мнению Ведантадешики, невозможно, поскольку само определение освобождения говорит о разъединении с телом, обусловленном кармой.

### Путь бхакти
Выполнение предписанных Ведами обязательств помогает обрести духовное знание как противодействующее плохой карме и препятствующее её возникновению. Согласно Ведантадешике, путь бхакти открыт для любой касты и связан с выполнением кастовых обязанностей. Обязанности Ведантадешика делит на несколько:
1. необходимые (нитъя), выполнение которых чревато плохими последствиями;
2. необходимые в определённом состоянии (наймиттика), невыполнение которых в определённых условиях чревато нарастанием греховности;
3. желательные (комья), дающие определённые плоды (рождение сына, достижение неба и пр.).

Ведантадешика считает ограничения необходимыми для человека, вставшего на путь освобождения, в выполнении последнего вида обязанностей. Выполнение первых двух видов обязанностей должно совершаться с единственным мотивом, стремлением получить милость Господа. Любви к Вишну, по мнению Ведантадешики, достаточно самой по себе, чтобы очиститься от любого греха.
Природа и существование Господа могут быть известны только на основе священных текстов. Ведантадешика критикует различные теории происхождения мира и принимает концепцию божественной игры (лила). В понимании Ведантадешики всякая моральная ответственность сводится к повиновению воле Вишну и его почитанию. Освобождение даруется человеку только милости Вишну, сам он его не может обрести.

## Поэзия Ведантадешики
Особого интереса заслуживают поэтические произведения Ведантадешики. К ним относятся не только гимны и стотры, но и большие поэмы. Изысканность мастерства Ведантадешики-поэта, передают его стихи на санскрите. Поклонник творчества Ведантадешики, Мишра Суванданта, приводит несколько примеров санскритской «лингвистической акробатики», сравнимые со стихами Калидасы и Бхартрихари. Одним из примеров являются строки из «Падука-сахастра» (Paduka Sahasra), состоящие из тридцати двух слогов, где присутствует всего одна гласная «а» и одна согласная «йа».
С «Падука-сахастра» связано одно предание. Однажды известный вайшавский богослов Алагия Манавала Наянар предложил Ведантадешике состязание в стихотворчестве. Предметом соревнования стал гимну во славу стоп Господа Ранганатхи. Ведантадешика предложил свою тему соревнования: восславить сандалии Господа, поскольку никто их ранее не воспевал. На создание произведения отводилась одна ночь. Поужинав вечером, Ведантадешика лег спать. Когда перед рассветом ученики его разбудили, Ведантадешика начал сходу читать стихи. Днем он предложил все 1008 шлок поэмы на суд публики. Среди них были необыкновенные:
Тысяча сандалий Господа Вишну («Падука-сахастра»):

Сандалии, которые украшают Господа, которые помогают в достижении всего благоприятного и добродетельного, которые дают знание, которые есть сама причина желания [обрести Господа], которые устраняют все неблагоприятное, которые достигли Господа, которые используются для перемещения из одного места в другое, которыми могут быть достигнуты все уголки мира, — это сандалии Господа Вишну.— Ведантадешики

## Теологические сочинения
Ведантадешика писал свои работы на санскрите и тамильском языке. Ему принадлежат произведения не только философского, но и поэтического характера. Среди них выделяется несколько наиболее популярных:
- «Ньяса-тилака» (Nyasa Tilaka, «Украшение освобождения») — трактат, посвященный учению прапатти;
- «Таттва-мукта-калапа» (Tattva-mukta-kalapa, «Стихотворный трактат об освобожденной реальности») — работа философского содержания с собственным комментариями к ней;
- «Ньяя-паришуддхи» (Nyaya Parisuddhi, «Оправдание логики») — трактат по логике вишишта-адвайты;
- «Шата-душани» (Satadushani, «Сто опровержений») — полемический трактат, направленный против адвайты;
- «Гитартха-самграха-ракша» (Gitartha Sangraha Raksha) — комментарий на «Гитартха-самграху» Ямуначарьи;
- «Татпарья-чандрика» (Tatparya Chandrika) — комментарий на «Гита-бхашью» Рамануджи;
- «Таттва-тика» (Tattva Tika) — комментарий на «Шри-бхашью» Рамануджи;
- «Адхикарана-саравали» (Adhikarana Saravali) — указатель к «Шри-бхашье» Рамануджи.